# Lorenzo Olarte Cullén
Lorenzo Olarte Cullén (Pontevedra, 8 de dezembro de 1932 – 2 de fevereiro de 2024) foi um político espanhol que serviu como presidente das Canárias de 1988 a 1991.